# 대전천
대전천(大田川)은 대전광역시의 지방하천으로 동구 하소동에서 시작하여 대전 구도심을 통과하여 대덕구 오정동에서 유등천과 합류하는 지방하천이다. 2020년 1월 1일부터 국가하천으로 승격된다.

## 하상도로
대전천 구간 중 효동 TJB사옥부터 오정동에 이르는 구간에 하상도로가 설치되어 있다. 이 중 유등천 구간의 하상도로의 경우 유등천이 금강 살리기 사업대상에 포함됨에 따라 철거가 예정되어 있다.

## 생태하천 복원

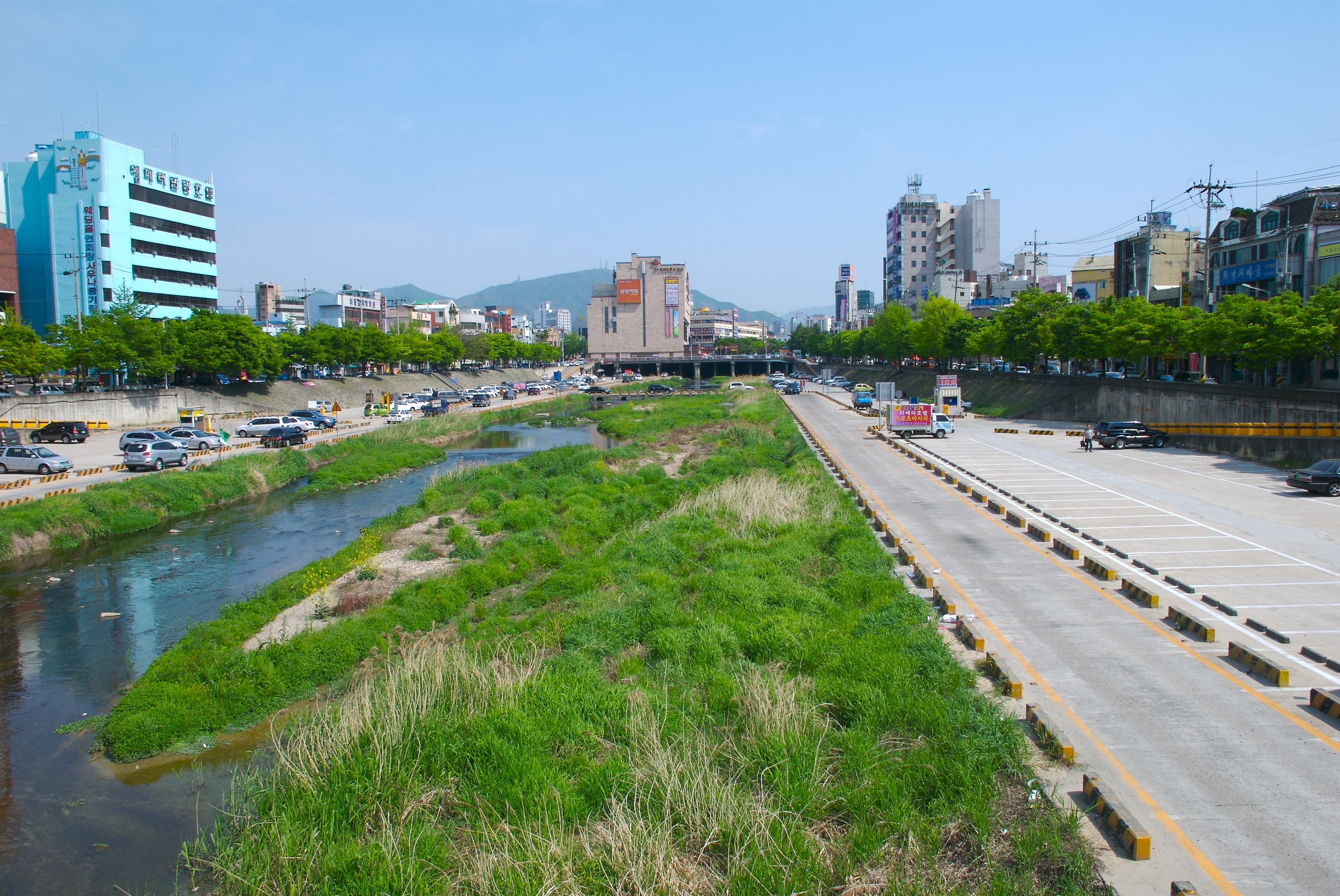
중앙데파트를 철거하기 전 목척교의 모습

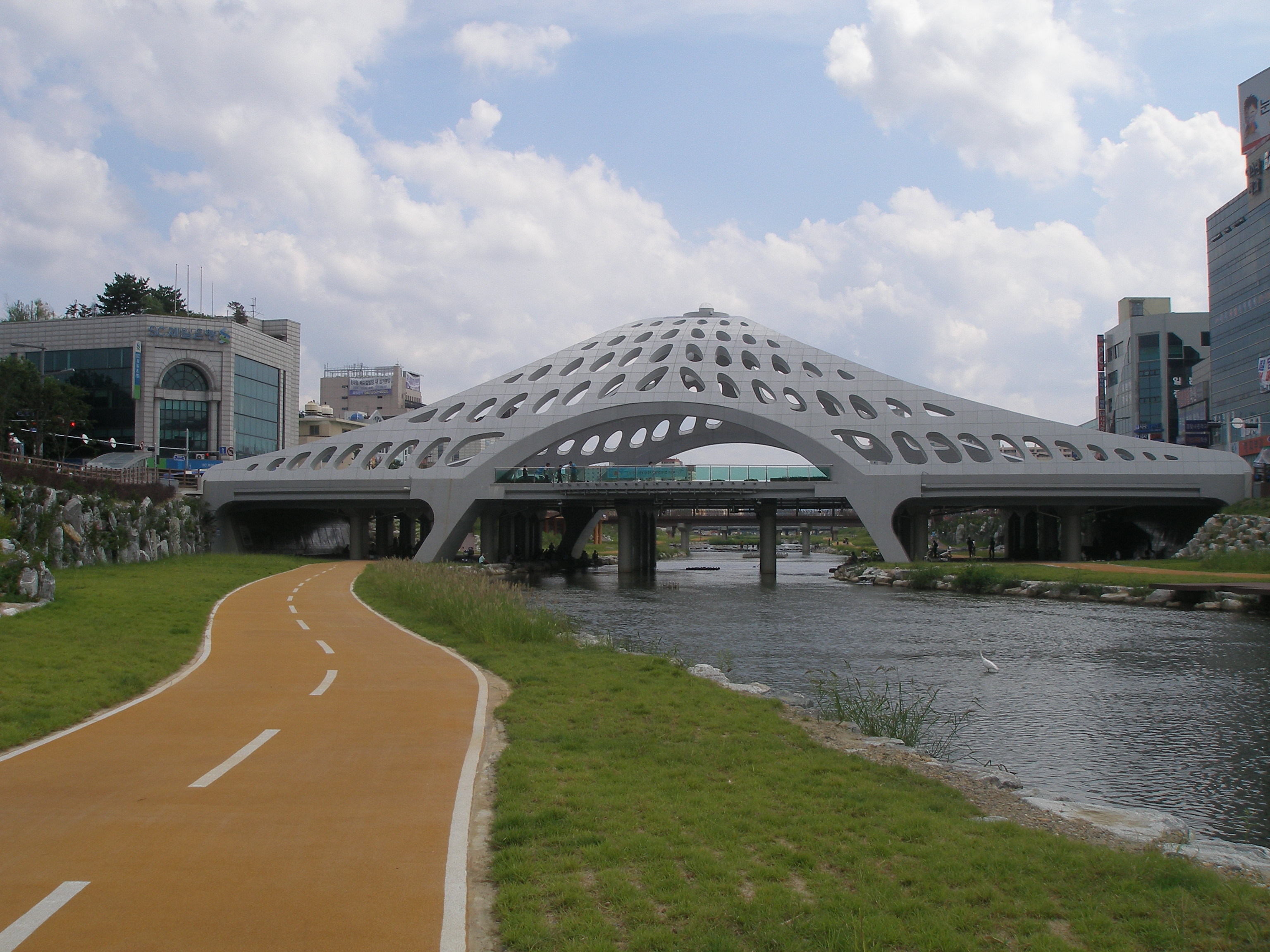
중앙데파트를 철거한 후 목척교의 모습

대전광역시는 3대하천 생태하천 복원계획의 일환으로 대전천의 생태하천 복원을 위해 복개구간(목척교) 위의 동방마트(구 중앙데파트) 건물을 2008년 10월 8일 폭파해체하였다.

## 같이 보기
- 한국의 강